# Distoleon neavinus
Distoleon neavinus is een insect uit de familie van de mierenleeuwen (Myrmeleontidae), die tot de orde netvleugeligen (Neuroptera) behoort. 
Distoleon neavinus is voor het eerst wetenschappelijk beschreven door Navás in 1913.